# Luciano Contreras
Pour les articles homonymes, voir Contreras.
Luciano Contreras y Contreras, né le 3 juin 1903 à Valle de Juárez (Mexique, État de Jalisco), mort à Mexico (Mexique) le 3 février 1991, est un matador mexicain.

## Présentation
Il fit ses débuts en Espagne à Tetuán de las Victorias (province de Madrid) le 11 mai 1930, aux côtés de « Cámara » et « Carnicerito de Méjico », face à des novillos de la ganadería de Manuel Blanco. Il se présenta  à Madrid le 3 août 1930 aux côtés de Luis Morales et « Carnicerito de Méjico », face à des novillos de la ganadería de Martín Alonso.
Après avoir participé en tout à cinquante-deux novilladas, il prit une première alternative à Bogota (Colombie) le 13 décembre 1931, avec comme parrain, Andrés Mérida et comme témoin, « Aldeano » (qui recevait également l’alternative), face à des taureaux des ganaderías de Santamaría et de Mondoñedo.
En 1932, il revint en Espagne en qualité de novillero puis prit une deuxième alternative à Cuenca (Espagne) le 6 septembre 1932, avec comme parrain Manolo Bienvenida et comme témoin Domingo Ortega, devant des taureaux de la ganadería de la Viuda de Félix Gómez. Il confirma cette deuxième alternative à Mexico le 6 novembre 1932 avec comme parrain « Cagancho » et comme témoin David Liceaga, devant des taureaux de la ganadería de San Mateo.
Après avoir participé à quarante-huit corridas au Mexique et dix en Colombie, il renonça une nouvelle fois à l’alternative et revint en Espagne participer à une trentaine de novilladas. Après son retour au Mexique, troisième alternative à Santiago de Querétaro (Mexique, État de Querétaro de Arteaga) le 27 décembre 1936, avec comme parrain Lorenzo Garza et comme témoin Carmelo Torres.
Il prit sa retraite en 1946.